# Krajevna skupnost Reka-Pohorje
Krajevna skupnost Reka-Pohorje (krajše KS Reka-Pohorje) je krajevna skupnost v Občini Hoče-Slivnica, v preteklosti pa je delovala v okviru Občine Maribor-Tezno. Sedež KS se nahaja v Zgornjih Hočah 25a. 
KS zajema naslednja naselja: Slivniško Pohorje, Hočko Pohorje, Polana, ter del naselja Pivola in del naselja Zgornje Hoče.